# لیگ قهرمانان فوتسال آسیا ۲۰۱۷
لیگ قهرمانان فوتسال آسیا ۲۰۱۷ هشتمین دوره از لیگ قهرمانان فوتسال آسیا، که هر ساله برگزار می‌شود. میزبان این دوره از مسابقات ویتنام است.
تیم‌های واجد شرایط
۱۴تیم از۱۴ کشور عضو ای اف سی وارد مسابقات شدند. برای تیم‌های که وارد این مسابقات شدند، آنها بر اساس رتبه‌بندی جام باشگاه‌های آسیا ۲۰۱۶ رتبه‌بندی شدند

## قهرمان
| قهرمان فوتسال باشگاهی آسیا ۲۰۱۷ |
| ------------------------------- |
| چونبوری بلو ویو                 |
| دومین قهرمانی                   |